# 303648 Mikszáth
303648 Mikszáth è un asteroide della fascia principale. Scoperto nel 2005, presenta un'orbita caratterizzata da un semiasse maggiore pari a 1,8945735 UA e da un'eccentricità di 0,0508650, inclinata di 20,31583° rispetto all'eclittica.